# Antal András
Antal András (Pásztó, 1950. február 13. –) Ferenczy Noémi- és Gádor-díjas, keramikus iparművész.
A Képző- és Iparművészeti Szakközépiskolában tanult díszítőfestő szakon 1968-ig, majd a Néprajzi Múzeumban töltött két év után 1975-ben diplomázott a  Magyar Iparművészeti Főiskola szilikátipari-formatervező tanszékének kerámia szakán Csekovszky Árpád, Litkei József és Kovács Ferenc tanítványaként. 1976-ban a FIM Alkotó Ifjúság Pályázat különdíjával tüntették ki. 1977-ben Madách-ösztöndíjat, 1979-ben SZOT-díjat, 2006-ban Ferenczy Noémi-díjat kapott. 1979-ben és 1981-ben részt vett a Siklósi Nemzetközti Kerámia Szimpózium munkájában. 2003-ban Gádor István díjjal ismerték el munkásságát. Díjai a Pelson: 2001-ben a Nemzeti Kulturális Örökség Minisztériuma, 2009-ben  a MAOE díját, 2015-ben pedig a Emberi Erőforrások Minisztériumának díját.